# Totobates latus
Totobates latus är en kvalsterart som beskrevs av Hammer 1967. Totobates latus ingår i släktet Totobates och familjen Liebstadiidae. Inga underarter finns listade i Catalogue of Life.